# Cileungsi
Cileungsi est une ville et un district d'Indonésie, capitale du kecamatan de Cileungsi. L'estimation officielle de la population à la mi-2023 était de 273 150 habitants.

## Géographie
Cileungsi est une ville et un district administratif (en indonésien : kecamatan) de la régence de Bogor, dans l'État de Java occidental, en Indonésie. La ville est une banlieue située au sud-est de Jakarta, au sud de la ville de Bekasi et à l'est de Depok. Elle fait partie de sa région métropolitaine, Jabodetabek (ou Jakarta Raya). Le district couvre une superficie de 73,76 km2.

## Démographie
Cileungsi comptait 276 369 habitants lors du recensement de 2010 ; 288 347 lors du recensement de 2020 ; l'estimation officielle à la mi-2023 était de 273 150 habitants, dont 137 702 hommes et 135 448 femmes. Le centre administratif est situé dans la ville de Cileungsi, et le district est subdivisé en douze villages (desa), tous partageant le code postal 16820, comme indiqué ci-dessous avec leurs superficies .
| Kode Wilayah  | Nom du Desa      | Surface in km2 | Population mid 2023 estimation |
| ------------- | ---------------- | -------------- | ------------------------------ |
| 32.01.07.2001 | Pasirangin       | 5.79           | 39,046                         |
| 32.01.07.2002 | Mekarsari        | 5.73           | 11,979                         |
| 32.01.07.2003 | Mampir           | 6.01           | 16,980                         |
| 32.01.07.2004 | Dayeuh           | 11.84          | 35,245                         |
| 32.01.07.2005 | Gandoang         | 6.40           | 18,610                         |
| 32.01.07.2006 | Jatisari         | 4.69           | 8,639                          |
| 32.01.07.2007 | Cileungsi Kidul  | 6.22           | 36,606                         |
| 32.01.07.2008 | Cipeucang        | 4.41           | 12,594                         |
| 32.01.07.2009 | Situsari         | 6.25           | 19,488                         |
| 32.01.07.2010 | Cipenjo          | 4.91           | 21,287                         |
| 32.01.07.2011 | Limusnunggal     | 7.16           | 29,119                         |
| 32.01.07.2012 | Cileungsi (town) | 4.35           | 23,557                         |
| 32.01.07      | Total            | 73.76          | 273,150                        |

## Économie
le district est principalement constitué de vastes parcs et zones industriels, ainsi que d'entrepôts et usines, contribuant ainsi à son essor économique.
Outre les zones industrielles, Cileungsi est également peuplé de nombreux banlieusards et peut être considéré comme une cité-dortoir. On y trouve de nombreux logements, ainsi qu'une autre zone résidentielle à l'ouest, appelée Cibubur. La zone résidentielle de Cibubur a commence à s'étendre jusqu'aux limites de Cileungsi depuis le début des années 2000.
La partie est de Cileungsi abrite un parc de loisirs, composé de vastes jardins agrémentés de plantes et de plantations tropicales, ainsi que d'un parc aquatique, le Taman Wisata Mekarsari .